# Neoepiscardia spinifurca
Neoepiscardia spinifurca är en fjärilsart som beskrevs av László Anthony Gozmány. Neoepiscardia spinifurca ingår i släktet Neoepiscardia och familjen äkta malar. Inga underarter finns listade i Catalogue of Life.